# The Critic
The Critic è una sitcom animata statunitense del 1994, creata da Al Jean e Mike Reiss.
La serie è stata trasmessa per la prima volta negli Stati Uniti su ABC dal 26 gennaio al 20 luglio 1994 e su Fox dal 5 marzo al 21 maggio 1995, per un totale di 23 episodi ripartiti su due stagioni. Dal 12 dicembre 2000 al settembre 2001, sono stati pubblicati 10 webisodi su AtomFilms.com e Shockwave.com. In Italia la serie è stata trasmessa su TELE+ Bianco dal 3 agosto 1998.

## Trama
La sitcom segue la vita di Jay Prescott Sherman, un critico cinematografico 37enne di New York che conduce il suo programma televisivo Coming Attractions trasmesso sulla rete via cavo Philips Broadcasting. Nel suo lavoro, Sherman viene ampiamente considerato "freddo, meschino ed elitario" e quando critica negativamente un film che pensa sia brutto, solitamente risponde con la sua battuta finale "Fa schifo!". Ogni episodio contiene vari riferimenti cinematografici e parodie.

## Episodi
| Stagione         | Episodi | Prima TV USA | Prima TV Italia |
| ---------------- | ------- | ------------ | --------------- |
| Prima stagione   | 13      | 1994         | 1998            |
| Seconda stagione | 10      | 1995         | 1998            |
| Webisodi         | 10      | 2000-2001    | inediti         |

## Personaggi e doppiatori

### Personaggi principali
(Jay Sherman, The Critic)
- Jay Prescott Sherman IV (stagioni 1-2, webisodi), voce originale di Jon Lovitz, italiana di Bruno Lauzi.
Il protagonista della serie, nonché presentatore di Coming attractions della Phillips Broadcasting. Considerato "Il terzo critico cinematografico della TV via cavo mattutina più popolare di New York", Sherman è noto per le sue critiche scontrose e sarcastiche su quasi tutti i film che vede, portandolo al disprezzo da parte del pubblico.
- Martin "Marty" Sherman (stagioni 1-2), voce originale di Christine Cavanaugh, italiana di Patrizia Mottola.
Il figlio dodicenne di Jay. Di solito sta con sua madre Ardeth, visitando talvolta il padre. Come Jay, è in sovrappeso e viene bullizzato nella sua scuola, la United Nations International School. Grazie ad un discorso scritto da suo padre, è riuscito a farsi eleggere presidente del corpo studentesco di terza media.
- Margo Sherman (stagioni 1-2), voce originale di Nancy Cartwright.
La figlia più giovane della famiglia Sherman e l'unica figlia biologica di Franklin ed Eleanor. Ha 17 anni ed è una studentessa della Miss Hathaway's School for Untouched Girls. Margo è un'attivista che spesso protesta contro lo stile di vita mondano di sua madre.
- Franklin Sherman (stagioni 1-2), voce originale di Gerrit Graham.
Il padre adottivo di Jay e marito di Eleanor. Solitamente indossa le pantofole e va in giro sorseggiando un bicchiere di Brandy. La sua salute mentale è incerta e spesso agisce in modo abbastanza irregolare. È un ex governatore di New York e in passato ha lavorato come ambasciatore e membro "Gabinetto", ha ricevuto la Rhodes Scholarship e ha collaborato col Partito Repubblicano.
- Eleanor Sherman Wigglesworth (stagioni 1-2), voce originale di Judith Ivey, italiana di Germana Pasquero.
La madre adottiva di Jay e moglie di Franklin. Formale e corretta, Eleanor si mostra spesso imbarazzata dalla sua famiglia e dalla loro eccentricità.

### Personaggi ricorrenti
- Jeremy Hawke (stagioni 1-2), voce originale di Maurice LaMarche.
- Doris Grossman (stagioni 1-2), voce originale di Doris Grau, italiana di Vittoria Lottero.
- Duke Phillips Scabies (stagioni 1-2), voce originale di Charles Napier, italiana di Riccardo Lombardo.
- Vlada Veramirovich (stagioni 1-2, webisodi), voce originale di Nick Jameson.
- Shakleford (stagioni 1-2), voce originale di Maurice LaMarche.
- Ardeth (stagioni 1-2), voce originale di Brenda Vaccaro e Rhea Perlman.
- Alice Tompkins (stagioni 1-2), voce originale di Park Overall.
- Penny Tompkins (stagioni 1-2), voce originale di Russi Taylor.
- Humphrey l'Ippopotamo (in originale: Humphrey the Hippo) (stagioni 1-2), voce originale di Tress MacNeille.
- Jennifer (webisodi), voce originale di Valerie Levitt.

## Produzione
Creato da Al Jean e Mike Reiss, che insieme a James L. Brooks fanno anche da produttori esecutivi per la serie, The Critic è stato prodotto da Gracie Films in associazione con Columbia Pictures Television. L'animazione è stata realizzata da Film Roman. La serie ha spesso incluso apparizioni di critici realmente esistenti come Gene Shallit, Rex Reed, Gene Siskel e Roger Ebert, che hanno fornito le proprie voci alle loro controparti animate. Quando sceglievano i soggetti da parodiare, Reiss e Jean hanno decisione di trovare "il giusto equilibrio tra l'attuale cultura pop e riferimenti che sarebbero resistiti nel tempo". The Critic è noto per essere "la prima sitcom animata senza famiglia ad apparire in prima serata". Nel periodo della sua trasmissione, la serie appare in un crossover nell'episodio Il Film Festival di Springfield de I Simpson, assumendo la stessa fascia oraria immediatamente dopo che la serie è stata aggiunta nel palinsesto televisivo, nel tentativo di renderla popolare. Nonostante il miglioramento delle valutazioni, Fox ha spostato The Critic in una fascia oraria diversa dopo cinque episodi, cancellandolo dopo la fine della seconda stagione nel maggio 1995. Fox ha rifiutato di annullare ufficialmente la fine della sitcom molto tempo dopo. Tra il 2000 e il 2001 sono stati pubblicati altri dieci webisodi dalla durata di tre-cinque minuti per ognuno, per una nuova terza stagione. I webisodi sono stati prodotti con l'animazione Adobe Flash.

## Distribuzione

### Trasmissione internazionale
- 26 gennaio 1994 negli Stati Uniti d'America su ABC;
- 4 marzo 1995 in Francia su Canal+;[5]
- 12 aprile 1995 in Australia;
- 13 giugno 1995 in Giappone;
- 25 luglio 1995 in Spagna;
- 13 agosto 1995 nel Regno Unito;
- 15 novembre 1995 in Bolivia;
- 30 dicembre 1995 in Brasile;
- 29 gennaio 1996 in Svezia;
- 10 marzo 1996 in Polonia;
- 27 ottobre 1997 in Portogallo;
- 3 agosto 1998 in Italia su TELE+ Bianco;[1]
- 22 agosto 1998 in Romania;
- 4 agosto 2005 in Finlandia;